# ヘルルーガ (小惑星)
ヘルルーガ (923 Herluga) は小惑星帯に位置する小惑星である。ハイデルベルクのケーニッヒシュトゥール天文台でカール・ラインムートによって発見された。
3月2日が祝日の聖ヘルルーガにちなんで命名された。